# San Quirico (Sorano)
San Quirico is een plaats (frazione) in de Italiaanse gemeente Sorano. Het ligt ten zuidoosten van de plaats Sorano. In 2011 telde het 476 inwoners, bijna 100 minder dan 10 jaar eerder. De plaats heeft ook wel de naam San Quirichino gedragen ter onderscheid van het plaatsje San Quirico d'Orcia.

## Vitozza
Naast San Quirico liggen de ruïnes van de stad Vitozza. Deze stad was eind 11 eeuw gebouwd rondom een kasteel van de familie Aldobrandeschi, op een locatie die in de tijd van de Etrusken en de Romeinen ook al bewoond was. Een belangrijk kenmerk van Vitozza zijn de circa 200 grotwoningen waarvan sommige nog tot in de 18e eeuw werden bewoond. Vitozza kende verder nog een tweede kasteel en enkele kerken. In de 15e eeuw kwam de stad onder controle van de Orsini, waarna om onduidelijke redenen de stad langzaam ontvolkt is geraakt. Een deel van de stadsbevolking week uit naar San Quirico.
De ruïnes zijn te voet bereikbaar vanuit San Quirico.

## Voorzieningen
Ondanks de compactheid van de plaats zijn er meerdere voorzieningen, zoals een restaurant, een bar, een bank en twee autobedrijven.

## Sport
Sinds 1969 kent San Quirico een eigen voetbalvereniging, ASD San Quirico 1969, dat op een veld speelt in het dorp zelf.